# Brian Peterson
Brian Peterson é um roteirista e produtor de televisão estadunidense.